# Shuto Shinichi
Shinichi Shuto (sinh ngày 8 tháng 6 năm 1983) là một cầu thủ bóng đá người Nhật Bản.

## Sự nghiệp câu lạc bộ
Shinichi Shuto đã từng chơi cho Kashima Antlers, Japan Soccer College, Mito HollyHock và Sagan Tosu.